# Epitoxis ansorgei
Epitoxis ansorgei är en fjärilsart som beskrevs av Rothschild 1910. Epitoxis ansorgei ingår i släktet Epitoxis och familjen björnspinnare. Inga underarter finns listade i Catalogue of Life.